# براندو الشرق (مسلسل)
"براندو الشرق" هو مسلسل من الدراما والكوميديا السوداء والفانتازيا من تأليف وسيناريو وحوار وبطولة الفنان اللبناني جورج خباز، تشاركه البطولة الممثلة السورية أمل عرفة، مع مجموعة من الفنانين والممثلين اللبنانيين والسوريين، ومن إخراج أمين درَّة، وإنتاج شركة صبَّاح إخوان (سيدرز آرت برودكشن Cedars Arts Production).
يتألف مسلسل "براندو الشرق" من 10 حلَقات، وتقوم أحداثه على فكرة تلقي الضوء على صراع الفرد مع هُويَّته الخاصة، ويروي حكاية معاناة فنان يدعى يوسف وهو يسعى لتحقيق حلمه بإخراج أول أفلامه الروائية الطويلة، يقوم بالتردُّد إلى المُنتجين محاولًا إقناع أي منهم بتمويل فلمه.
يحمل المسلسل قيمًا فنية وإنسانية، ورسائل وِجدانية ويطرح قضايا عديدة مرتبطة بالحبِّ والأسرة والسياسة والدين والوطن، وهو من "أعمال شاهد الأصلية" بدأ عرضه في مِنصَّة "شاهد" في 3 يناير 2023.

## القصة
تدور أحداث مسلسل "براندو الشرق" حول يوسف تامر الحاصل على شهادة في الإخراج السينمائي ويعمل في مستودع لتأجير المُعَدَّات السينمائية، غير أنه يقرِّر تحقيق حُلمه في إخراج الفلم الخاصِّ به "الرصاصة الصامتة". ويبدأ بالبحث عن منتج لتمويل مشروعه بمساعدة زميلته في العمل "سلوى"، المرأة السورية التي تعيش في لبنان منذ 20 عامًا، وترغب في أن تكون صاحبةَ الدور الرئيس، ممَّا يتيح لها أيضًا البقاء قريبة من يوسف الذي تحبُّه سرًّا.
وبعد رحلة طويلة من البحث ورفض العديد من المُنتجين تمويل فلم يوسف، يشترط أحدُ المنتجين على يوسف لتمويل فلمه أن يكون بطل الفيلم الممثل الشهير خالد صلاح الملقَّب بـ "براندو الشرق"، ليبدأ يوسف بمساعدة أصدقائه رحلةَ البحث عن براندو حتى يقنعَه بأن يكون بطل فلمه "الرصاصة الصامتة" ويحقِّق حلمه.

## فريق التمثيل
يضم مسلسل "براندو الشرق" إلى جانب بطلي العمل جورج خباز وأمل عرفة باقة من الممثلين اللبنانيين والسوريين البارزين منهم كميل سلامة، جهاد سعد، زينة مكي، طلال الجردي، إيلي متري، فؤاد يمين، لورا خباز، ميا سعيد، أليكو داوود، ألين أحمر، سينتيا كرم، جوزيف ساسين، مي سحّاب، عادل كرم، غسّان عطية، محمد شمص، ماريا تنوري، عبد المنعم عمايري، سعيد سرحان، محمد عقيل، إميل شاهين وجيرار أفيديسيان. 

## أبرز الشخصيات
يعيش أبطال المسلسل في ثمانينيات وتسعينيات القرن الماضي، فيما يعودون ضمن السياق الدرامي إلى ثلاثينيات القرن الماضي حيث تدور أحداث رواية "الرصاصة الصامتة".
- يوسف تامر (جورج خباز)
- سلوى (أمل عرفة)
- أبو يوسف (كميل سلامة)
- براندو (جهاد سعد)
- مازن (طلال الجردي)
- ريم (لورا خباز)
- كريم (إيلي متري)
- غسان (فؤاد يمين)
- لمى (ميا سعيد) [8]

## ملخص الحلقات
يتألف مسلسل "براندو الشرق" من 10 حلَقات مدة كل واحدة منها 40 دقيقة. وفيما يأتي ملخَّص الحلَقات:
الحلقة 1: يحاول يوسف تامر إقناعَ منتج لتمويل فلمه "الرصاصة الصامتة"، ويَعِدُ زميلته في العمل سلوى بالبطولة فيه.
الحلقة 2: تسوء حالة أبي يوسف الصحية، فيما يواصل يوسف البحث عن مخرج لتمويل فلمه، وهو مستاء من إيهامه بوجود شركة إنتاج ترغب في تمويله.
الحلقة 3: ينقل يوسف والده إلى المستشفى، ويطلب من سكرتيرة السيد مازن إقناع الأخير بتمويل فلمه مقابل منحها دور البطولة في الفلم.
الحلقة 4: تشترط الشركة المنتجة على يوسف اختيار الممثل خالد صالح الملقب بـ "براندو الشرق" ليكون بطل الفيلم، ويضع يوسف خطة لإقناع خالد بمساعدة أصدقائه.
الحلقة 5: يتوجه يوسف وسلوى لمقابلة مدير أعمال خالد (مازن)، وينقذاه من مشاجرة عنيفة، ويعطي يوسف السيناريو لمدبرة منزل خالد لعرضه عليه.
الحلقة 6: يفكر يوسف في تقديم استقالته، ويخشى أن يرفض مازن إتمام الفيلم، غير أن سلوى تقنع يوسف بخداع مازن بقبول خالد للعمل لكسب المزيد من الوقت.
الحلقة 7: تعترف سلوى بحبها ليوسف، ويضع مازن خطة إعلانية للفيلم، مما يجبر يوسف على البحث عن ابنة خالد (لمى) لمساعدته في إقناع والدها بقبول دور البطولة في الفيلم.
الحلقة 8: تتقرب لمى من يوسف الذي يفشل في طلبه بإقناع والدها خالد بقبول بطولة الفيلم، وذلك من دون معرفة سلوى بتطور العلاقة بين يوسف ولمى.
الحلقة 9: يتم طرد يوسف من العمل، ويدعي بوفاة مدبرة منزل خالد حتى يكسب وقت أمام مازن وشركته، ويقرر الارتباط بلمى والإقامة في منزلها ويفاجأ بزيارة والدها لها.
الحلقة 10: تكتشف لمى حقيقة ارتباط يوسف بها، ويضطر للعودة إلى منزله؛ يوافق براندو على القيام ببطولة الفيلم، ويبدأ التصوير برفقة سلوى. 

## فريق العمل
يشمل فريق عمل مسلسل "براندو الشرق" كل من:
جورج خباز: المؤلف
أمين درة: المخرج
لوقا صقر: التأليف الموسيقي
سفيان الفاني: مدير التصوير